# Saint-Jean-Chambre

Saint-Jean-Chambre este o comună în departamentul Ardèche din sud-estul Franței. În 1 ianuarie 2022 avea o populație de 252 de locuitori.